# Mount Nirvana
Mount Nirvana ist der inoffizielle und unter Bergsteigern bekannte Name des höchsten Bergs der kanadischen Nordwest-Territorien, der korrekt in der Sprache der Deh Cho Dene Nahteni Shih (Donnerberg) heißt. Sein Gipfel liegt auf 2773 m und er ist der höchste Punkt im Nahanni-Nationalpark und in der Backbone Ranges der Mackenzie Mountains, der nördlichen Fortsetzung der kanadischen Rocky Mountains.
Die Erstbesteigung gelang im Juli 1965 Bill Buckingham und Lew Surdam.